# 당신 (타임 올해의 인물)
당신(You)은 2006년 타임지의 올해의 인물에 선정되었다. 위키백과, 유튜브, 마이스페이스, 페이스북, 또 사용자 기여를 다루는 다른 수많은 웹사이트 등 위키 및 기타 웹사이트에 UCC(사용자 생성 콘텐츠)를 익명으로 기여하는 수백만 명의 사람들을 지칭하였다.
타임지가 선정하는 올해의 인물이 사실 사람이 아닌 무생물인 경우는 1982년 '올해의 기계'로 개인용 컴퓨터를, 1988년 '올해의 행성'으로 위기에 처한 지구를 선정한 바 있었고, 어느 한 사람을 특정하지 않고 여러 사람에 해당되는 계층이나 모임을 선정한 경우는 많았으나, 이 두 사례에도 해당되지 않는 대명사로서의 '당신'을 채택한 것은 올해의 인물 선정치고는 부적합했다는 비판이 평론가들 사이에서 제기되기도 했다. 특히 《더 애틀랜틱》은 대중문화 기믹을 너무 많이 포괄한다는 평을 내렸다. 2014년 뉴욕 데일리 뉴스는 역대 타임지 선정 올해의 인물 중에서 가장 논란이 컸던 선정 10인 중 하나로 2006년의 '당신'을 선정했다.

## 배경
타임지가 선정하는 '올해의 인물'은 예로부터 인물 개개인을 선정해 오는 것이 관례였으며, 국제적으로 얼마나 지지를 얻느냐가 아닌 인지도를 중심으로 선정하여 논란이 되는 경우는 있었지만 (1938년 아돌프 히틀러, 1941년 진주만 침공 당시 프랭클린 D. 루즈벨트, 1979년 아야톨라 호메이니) 사람이 아닌 무생물을 선정하는 경우는 그 사례 자체가 드물었다. 1982년에는 개인용 컴퓨터가 '올해의 기계'로 선정되었고, 1988년에는 '올해의 행성'으로 위기에 처한 지구가 선정된 것이 전부이다. 또 개개인이 아닌 여러 사람을 아우르는 특정 계층을 선정하는 경우도 드물게 있었는데, 1960년에는 '올해의 인물들' (Men of the Year)로 '미국의 과학자들'이 선정되기도 했다.